# Сумароково (Сусанинский район)
Сумароково — село в Сусанинском районе Костромской области. Административный центр Сумароковского сельского поселения.

## География
Находится в западной части Костромской области на расстоянии приблизительно 12 км на северо-восток по прямой от районного центра поселка Сусанино.

## История
Основано в 1646 году при разделении села Новое, что в Теляково. Название дано в отличие от села Сумароково под Костромой. Каменная Никольская церковь с колокольней в селе построена в 1763 году, другая Троицкая церковь, построена в 1849. В 1893 году в селе был открыт Троицкий женский монастырь. В XIX веке село относилось к Галичскому уезду Костромской губернии. В 1872 году здесь было учтено 4 двора, в 1907 году отмечено было 30 дворов.

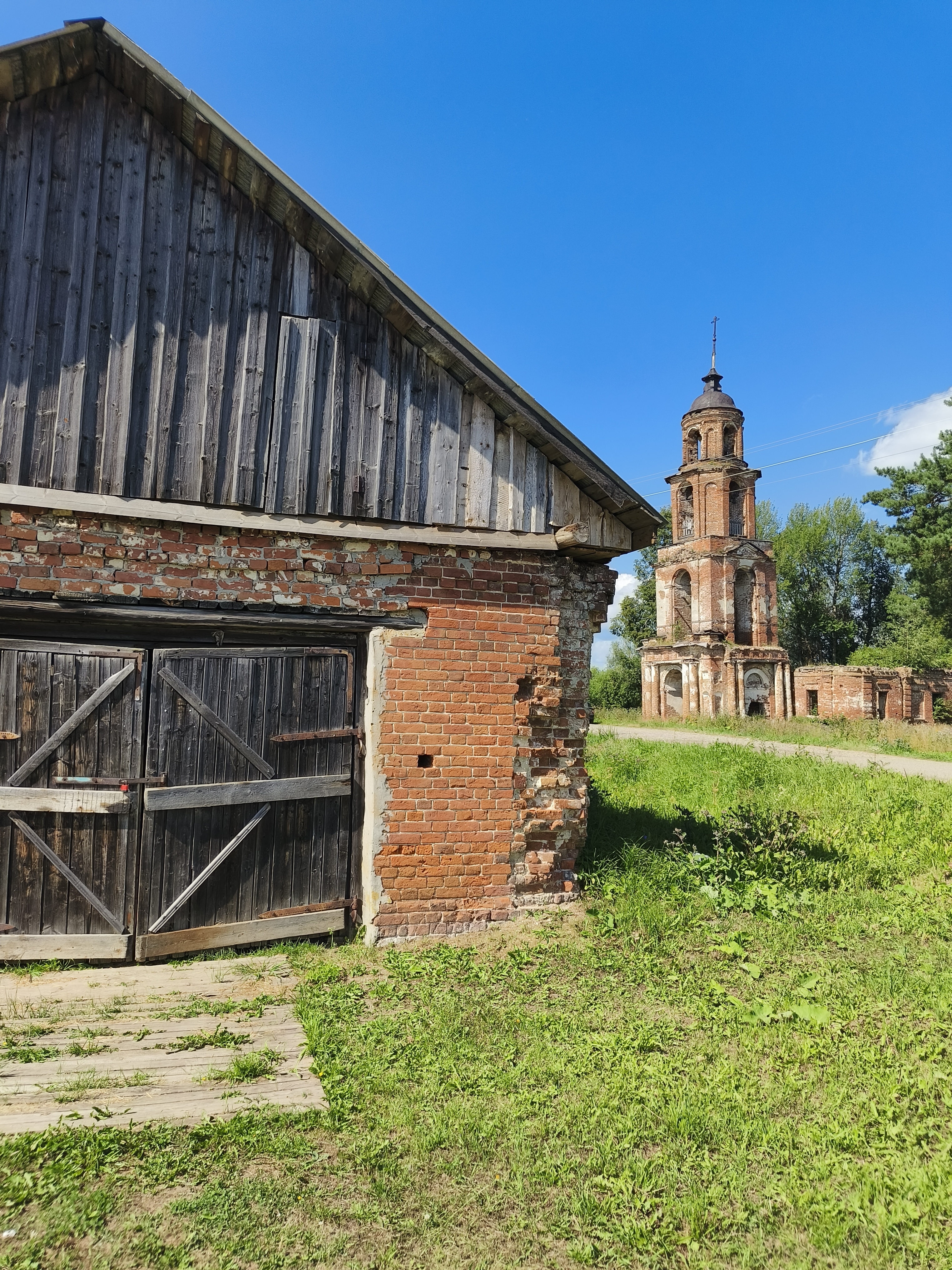
Колокольня церкви Николая Чудотворца в селе Сумароково Сусанинского района Костромской области

## Достопримечательности
Никольская церковь в руинированном виде. Церковь иконы Божией Матери "Скоропослушница" (восстанавливается) и Троицкая церковь  в полуразрушенном состоянии.

## Население
Постоянное население составляло 61 человек (1872 год), 22 (1897), 37 (1907), 436 в 2002 году (русские 95 %), 305 в 2022.